# مارتن جونسون
مارتن جونسون (بالإنجليزية: Martin W. Johnson)‏ (و. 1893 – 1984 م) هو عالم محيطات، وعالم حيواني، وعالم أحياء بحرية، من الولايات المتحدة الأمريكية، توفي عن عمر يناهز 91 عاماً.